# ماريا لويزا بيرتي
ماريا لويزا بيرتي هي سياسية من سان مارينو، شغلت منصب الحاكم للفترة 1 أبريل 2011 – 1 أكتوبر 2011 مع فيليبو تامانيني وكذلك للفترة 1 أكتوبر 2022 - 1 أبريل 2023 مع مانويل تشافاتا.